# Зяблицев, Сергей Петрович
Зяблицев Сергей Петрович (18 февраля 1952, c. Рожки Малмыжского района Кировской области) — советский и российский поэт, переводчик; член Союза писателей России (1989). Лауреат премии Правительства Кировской области имени поэта Николая Заболоцкого (2011).

## Биография
Зяблицев Сергей Петрович родился 18 февраля 1952 года в селе Рожки Малмыжского района Кировской области в семье сельских учителей. Начал печататься в 13 лет в районной газете и в журнале «Пионер». После окончания Рожкинской средней школы поступил учиться в Московский энергетический институт. После его окончания работал в Ижевске начальником района тяговых подстанций. В Ижевске вышли два сборника его стихов «Непрохожий человек» (1981) и «Белый бакен» (1988), а также книга переводов на русский язык стихов удмуртского поэта Федора Пукрокова «В пути» (1983). Заочно окончил Литературный институт имени A.M. Горького.
В 1987 году в издательстве «Советский писатель» вышла его книга «Вятский волок».
Стихи печатались в журналах «Пионер», «Сельская молодёжь», «Юность», «Урал», «Октябрь», «Север», «Москва» и др.
В 1988 году переехал в Киров. В 1989 году принят в члены Союза писателей России. Писал прозу для детей. В 1990 году в Кирове вышла книга прозы для детей «Тайна доктора Но».
В 2011 году — лауреат премии Правительства Кировской области имени русского поэта Николая Заболоцкого.
Живёт и работает в Кирове.

### Книги
- Непрохожий человек: Стихи. — Ижевск: «Удмуртия», 1981. — 67 с.
- Вятский волок: Стихи [худож. А. Соколов]. — М.: «Советский писатель», 1987. — 79 с.
- Белый бакен: Стихи. — Ижевск: «Удмуртия», 1988. — 74 с.
- Тайна доктора Но: Проза для детей (1990)
- Тропой колдунов: Повесть из времен инквизиции. — Киров, 1998. — 30 с.; ISBN 5-88186-192-2
- Приближение Бога: Стихи (2000)
- Стали ночи думны и темны...: Стихи. — Киров: Триада-С, 2002. — 63 с. ISBN 5-87291-024-X
- Оплачено жизнью: Стихи (2009)
- Странствие земное: Стихи (2011)

### Избранные произведения
- Улей: избранные стихотворения. — Киров: «О-Краткое», 2013. — 400 с. — 1000 экз.; ISBN 978-5-91402-145-7 (Антология вятской литературы); т. 19)

## Книги переводов
- В пути: Стихи / Федор Пукроков ; Перевод с удм. С. Зяблицева. — Ижевск: Удмуртия, 1983. — 40 с.

## Премии
- Литературная премия Правительства Кировской области имени русского поэта Николая Заболоцкого (2011)[2]